# 村田みゆき
村田 みゆき（むらた みゆき、1959年4月22日 - ）は、日本の女優。東京都武蔵野市出身。

## 人物・来歴
- 父は俳優の村田吉次郎。
- 特に、時代劇ドラマでは娘役としての出演が多かった。

## 出演

### 映画
- どぶ川学級（1972年12月19日、どぶ川学級製作上映委員会）- 茂子 役

### テレビドラマ
- 少年ドラマシリーズ（NHK）
  - 巣立つ日まで（1976年9月6日 - 10月1日）- 境橋幸子 役
  - あんずよ燃えよ（1981年12月21日 - 22日）- お玉 役
- 伝七捕物帳(※中村梅之助・日本テレビ版)（NTV）
  - 第126話「江戸に入った賞金稼ぎ」（1976年11月16日）- お道 役
  - 第147話 - 第160話(最終話)（1977年5月3日 - 10月11日）- おみね 役
- 薪能（1977年2月7日 - 3月4日、NTV）
- 達磨大助事件帳 第17話「地獄の沙汰も銭」（1978年2月9日、ANB）
- 私は負けない（1978年5月1日 - 6月30日、CX）
- 必殺シリーズ（ABC）
  - 江戸プロフェッショナル・必殺商売人（※第12シリーズ）第15話「証人に迫る脅しの証言無用」（1978年6月2日）- おたみ 役
  - 必殺からくり人・富嶽百景殺し旅（※第13シリーズ）第6話「下目黒」（1978年9月29日）- おそで 役
  - 必殺仕事人（※第15シリーズ）
    - 第18話「武器なしで あの花魁を殺れるのか？」（1979年9月14日）- お冴 役
    - 第37話「落し技替玉斬り」（1980年2月1日）- あや 役

  - 必殺仕事人III（※第19シリーズ）第17話「花嫁探しをしたのは勇次」（1983年2月4日）- お糸 役
- 若さま侍捕物帳 第3話「参上!! 涙の大脱走」（1978年6月8日、ANB）- お袖 役
- 大江戸捜査網 第4シリーズ 第248話(※通算第378話)「怪盗組織の罠を暴け」（1979年2月10日、12ch）
- 連続テレビ小説「マー姉ちゃん」（1979年4月2日 - 9月29日、NHK）- 戸田トミ子 役
- 江戸を斬るIV 第9話「白洲で泣いた鬼婆」（1979年4月9日、TBS）- お絹 役
- 伝七捕物帳(※中村梅之助・テレビ朝日版) 第10話「母情手まり唄」（1979年4月15日、ANB）
- 江戸の牙 第9話「壮絶！ 同心志願」（1979年11月27日、ANB）- おかよ 役
- 噂の刑事トミーとマツ 第1シリーズ 第57話「トミマツ腰抜け、女は魔物だ！」（1981年1月28日、TBS） - 青葉百合子 役
- 西遊記II 第17話「泣くな八戒！瞳の中の愛」（1980年3月2日、NTV）
- 同心部屋御用帳 新・江戸の旋風（※江戸の旋風 第5シリーズ）第10話「簪は知っていた」（1980年3月13日、CX）
- 御宿かわせみ 第1シリーズ 第11話「山茶花は見た」（1980年12月17日、NHK）
- 銭形平次(※大川橋蔵版)（CX）
  - 第760話「約束された祝言」（1981年3月25日）- おいね 役
  - 第807話「人情寿限無ばなし」（1982年4月28日）- おしん 役
  - 第884話「狂言夢芝居」（1984年3月7日）
- 西部警察 第1シリーズ 第81話「愛と炎のメロディー」（1981年5月24日、ANB）
- 土曜ワイド劇場（ANB・ABC）
  - 「京都妖怪地図2・きらら坂に住む400歳の氷女」（1981年8月15日）- 山村民子 役
  - 「逃げるヌードモデル」（1984年8月25日）
- 新五捕物帳 第159話「江戸の渦巻」（1981年11月3日、NTV）
- 同心暁蘭之介 第10話「殺し講もうで」（1981年12月10日、CX）
- 影の軍団Ⅲ 第3話「忍びの虫は掃除虫」（1982年4月20日、KTV）
- 源九郎旅日記 葵の暴れん坊 第27話「さらば！ 湯の町残侠伝」（1982年11月13日、ANB）- おきみ 役
- 右門捕物帖(※日本テレビ版) 第5話「謀殺・からくり御用帖」（1982年12月21日、NTV）
- 赤かぶ検事奮戦記 第3シリーズ 第2話「犯人は夫か妻か？」（1983年1月14日、ABC）- 河路ミツ子 役
- 時代劇スペシャル「仕掛人・藤枝梅安5・梅安針供養」（1983年4月15日、CX）- 奥女中三津 役
- 長七郎江戸日記 第1シリーズ 第64話「俺ァ江戸さ行くだ」（1985年6月4日、NTV）- おきく 役
- 水曜ドラマスペシャル「みちのくハネムーン殺人事件」（1987年8月5日、TBS）- 杉レイ子 役
- 花王愛の劇場「心変わり」（1988年5月2日 - 6月24日、TBS）